# Tall per plasma

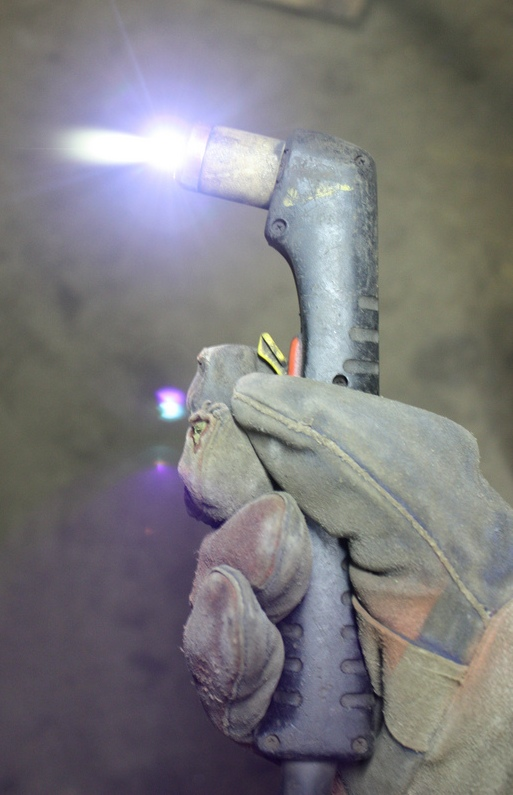
Torxa per al tall per plasma.

El fonament del tall per plasma es basa en elevar la temperatura del material a tallar d'una forma molt localitzada i per damunt dels 20.000 °C, portant el gas utilitzat fins al quart estat de la matèria, el plasma, estat en el qual els electrons es dissocien de l'àtom i el gas s'ionitza (i es torna conductor).
La tecnologia d'unió de peces metàl·liques per arc elèctric va veure els seus èxits el 1930 en construir un vaixell totalment soldat a Carolina del Sud als Estats Units, anys després es van introduir millores en el procés, com p.e.: el corrent altern, i es va utilitzar fundent granulat com a protector (bòrax entre altres)
En els anys 40 es va introduir el primer procés amb protecció gasosa emprant un elèctrode no consumible de wolframi i heli com a gas protector, va rebre el nom de TIG (Tungsten Inert Gas). El 1954, científics descobreixen que en augmentar el flux del gas i reduir l'obertura del broquet utilitzada en la soldadura TIG, s'obté un raig de plasma. Aquest raig és capaç de tallar metalls, laqual cosa va donar lloc al procés conegut avui dia com a tall per plasma.

## Fonaments fisicoquímics
A la natura podem trobar-hi matèria en forma sòlida, líquida o vapor; el plasma és el quart estat de la matèria. A molt elevades temperatures, els electrons tenen prou energia com per escapar de la seva òrbita al voltant del nucli de l'àtom, nuclis que es converteixen en ions de càrrega positiva. El plasma és l'estat en què es troba la matèria de les estrelles per la seva elevada temperatura. En l'atmosfera terrestre només podem aconseguir el plasma per mitjans artificials.
En escalfar un gas a temperatures de 50.000 °C els àtoms perden electrons. Aquests electrons lliures es col·loquen en els nuclis que han perdut els seus propis electrons, convertint-se així en ions. D'aquesta forma el gas es converteix en plasma i en conseqüència tindrem un conductor elèctric gasós amb alta densitat d'energia.

## Procés de mecanitzat amb plasma

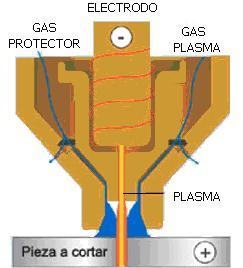
Formació de gas ionitzat.

El fonament del  tall per plasma  es basa en elevar la temperatura del material a tallar d'una forma molt localitzada i per sobre dels 30.000 °C, portant el gas utilitzat fins al quart estat de la matèria, el plasma, estat en què els electrons es dissocien de l'àtom i el gas s'ionitza (es torna conductor).
El procediment consisteix a provocar un arc elèctric estrangulat a través de la secció summament petita del broquet del bufador, el que concentra extraordinàriament l'energia cinètica del gas empleat, ionitzant-el, i per polaritat adquireix la propietat de tallar.
Resumint, el tall per plasma es basa en l'acció tèrmica i mecànica d'un raig de gas escalfat per un arc elèctric de corrent continu establert entre un elèctrode ubicat a la torxa i la peça a mecanitzar. El raig de plasma llançat contra la peça penetra la totalitat del gruix a tallar, fonent i expulsant el material.

L'avantatge principal d'aquest sistema rau en el seu reduït risc de deformacions a causa de la compactació calorífica de la zona de tall. També és valorable l'economia dels gasos aplicables, ja que a priori qualsevol d'ells és viable, si bé és cert que no ha d'atacar l'elèctrode ni la peça. No és recomanable l'ús de la talladora de plasma en peces petites pel fet que la temperatura és tan elevada que la peça s'arriba a deformar.

## Característiques del procés
Aquesta moderna tecnologia es pot utilitzar per al tall de qualsevol material metàl·lic conductor, i més especialment en acer estructural, inoxidables i metalls no fèrrics. El tall per plasma pot ser un procés complementari per a treballs especials, com poden ser la producció de petites sèries, la consecució de toleràncies molt ajustades o la millora d'acabats. També es produeix una baixa afectació tèrmica del material gràcies a l'alta concentració energètica del  arc de plasma .
El començament del tall és pràcticament intantáneo i produeix una deformació mínima de la peça.
Aquest procés permet mecanitzar a altes velocitats de tall i produeix menys temps morts, (no es necessita preescalfament per a la perforació).Permet gruixos de tall de 0.5 a 160 mm, amb unitats de plasma de fins a 1000 amperes. El tall per plasma també possibilita mecanitzats en acer estructural amb possibilitat de bisellats fins a 30 mil·límetres. Una de les característiques més destacables és que s'aconsegueixen talls d'alta qualitat i molt aquells llocs acabat.

## Equip necessari

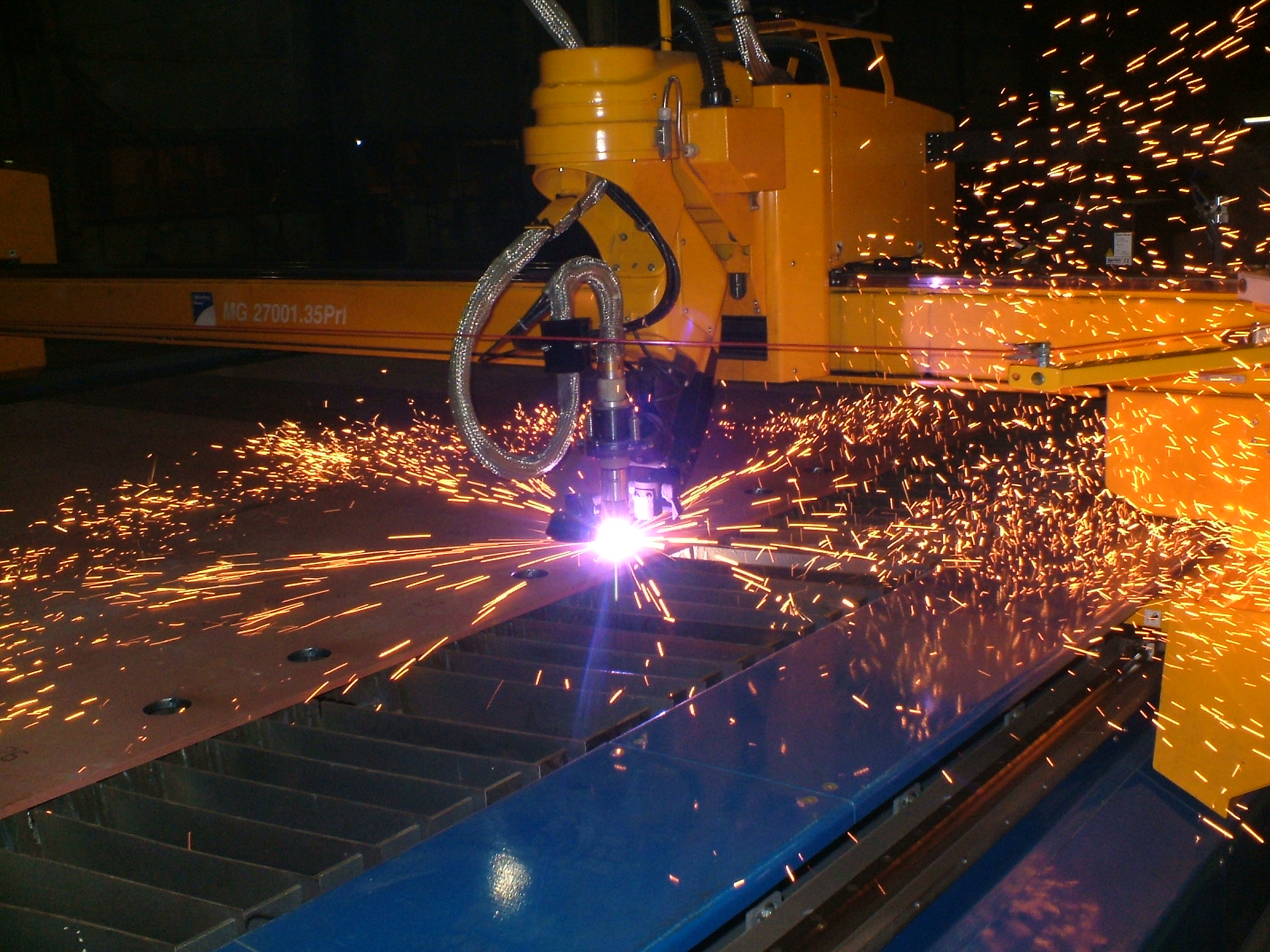
Tall per plasma mitjançant centre de mecanitzat CNC.

L'equip necessari per aportar aquesta energia consisteix en un generador d'alta freqüència alimentat per energia elèctrica, gas per generar la flama d'escalfament, i que més tard s'ionitzará (argó, hidrogen, nitrogen), un elèctrode i porta-elèctrode que depenent del gas pot ser de tungstè, hafni o zirconi, i per descomptat la peça a mecanitzar. Es recomana utilitzar la lent verda #5. OSHA recomana un to 8 per a corrent d'arc inferior a 300 A.
| Corrent | Mínim filtre (ANSI Z87.1+) |
| ------- | -------------------------- |
| 0–20 A  | #4                         |
| 20–40 A | #5                         |
| 40–60 A | #6                         |
| 60–80 A | #8                         |

També es recomanen guants de cuir, davantal i jaqueta per evitar cremades per espurnes i metall calent.

## Variables del procés
Les variables del procés són:
- Gasos emprats.
- El cabal i la pressió dels mateixos.
- Distància broquet peça.
- Velocitat del tall.
- Energia emprada o intensitat de l'arc.

Les variables com el cabal, la pressió del  gas-plasma , la distància  broquet-peça  i la velocitat del tall es poden ajustar a les màquines de tall per plasma existents al mercat segons cada peça a tallar. La seva qualitat varia en funció del control d'aquests paràmetres per aconseguir millor acabat de les peces i major productivitat.

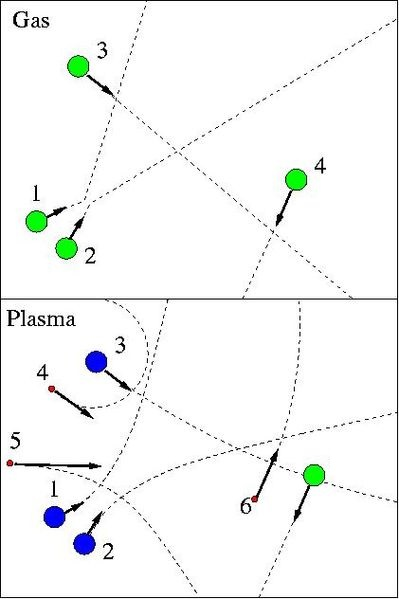
Dinàmica de partícules en el gas i en el plasma. Àtoms neutres en verd, ions positius en blau i electrons en vermell.

### Gas-plasma
Els principals gasos que s'utilitzen com gasos plasmàgens són, argó, nitrogen i aire, o barreja d'aquests gasos, en general s'utilitza el nitrogen pel seu millor comportament respecte a la qualitat del tall i garanteix una durabilitat del broquet.
El raig de l' despeses plasma  utilitzat en el procés es compon de dues zones:
- Zona envoltant , que és una capa anul·lar freda sense ionitzar que envolta la zona central. En ser freda aconseguim refrigerar el filtre, aïllar elèctricament i confinar l'arc de la regió de la  columna de plasma .

- La  zona central , que es compon per dues capes, una perifèrica constituïda per un anell de gas calent no prou conductor i la columna de plasma o el nucli on el  gas-plasma  presenta el seu més alta conductivitat tèrmica, la major densitat de partícules ionitzades i les més altes temperatures, entre 10.000 i 30.000 °C.

### Arc elèctric
L'arc generat en el procés de tall per plasma es denomina arc transferit. Com el seu nom ho indica, l'arc es genera en una zona i és transferit a una altra, mitjançant un generador d'alta freqüència aconseguim generar un arc entre l'elèctrode i el broquet, aquest arc escalfa el gas plasmágen que hi ha al seu voltant que s'ionitza establint un  arc de plasma.
Gràcies a la conductivitat elèctrica és transferit fins a la zona de tall, mentre que l'arc generat inicialment, denominat arc pilot, s'apaga automàticament. Un cop l' arc de plasma  està establert, la peça es carrega positivament mentre l'elèctrode es carrega negativament, cosa que fa mantenir l'arc de plasma  i tallar la peça.
De vegades podem generar l' arc de plasma  acostant el bec a la peça. Aquest arc es denomina 'arc no transferit' i es genera entre l'elèctrode i el broquet que està connectat al costat positiu de la font de corrent a través d'una resistència. Aquest tipus d'arc s'empra més en processos de soldadura.

## Tipus de tall per plasma

### Tall per plasma per aire
L'any 1963 s'introdueix el tall per plasma per aire. L'oxigen de l'aire augmenta les velocitats de tall en un 25 per cent en relació amb el tall tradicional per plasma sec, però, també comporta una superfície de tall molt oxidada i una ràpida erosió del elèctrode que està dins del broquet de tall.

### Tall amb injecció d'aigua
El 1968, Dick Couch, president de Hypertherm, inventa el tall amb injecció d'aigua, un procés que implicava injectar radialment aigua en el filtre. El resultat final va ser tall millor i més ràpid, així com amb menys escòria. Aquest procés també s'utilitza com a gas nitrogen però com a protector utilitza una capa d'aigua.

### Tall amb injecció d'oxigen
El 1983 es desenvolupa una nova tècnica que implica la utilització d'oxigen com gas de tall i la introducció d'aigua per la punta del broquet. Aquest procés denominat "tall per plasma amb injecció d'oxigen" ajuda a solucionar els problemes del ràpid deteriorament dels elèctrodes i l'oxidació del metall.

### Tall amb doble flux
Aquest és el sistema convencional o estàndard, d'alta velocitat que utilitza com  despeses plasma  nitrogen i com a gas protector pot emprar diòxid de carboni o bé oxigen.

## Avantatges respecte al procés d'oxitall

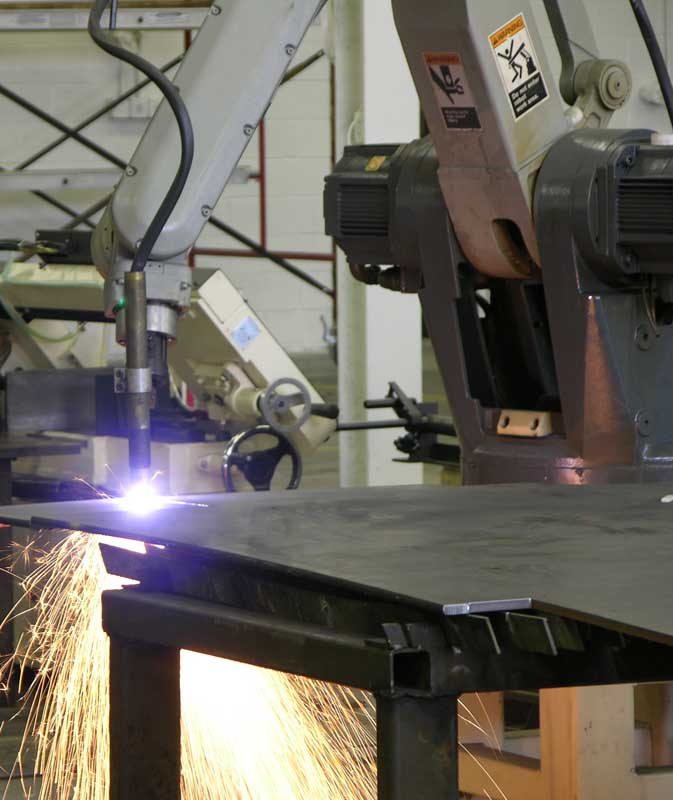
Robot realitzant una aplicació de tall per plasma.

El tall amb plasma a diferència del oxitall, té un espectre d'aplicació sobre materials més ampli:
- El seu cost operatiu és sensiblement inferior al oxitall i la facilitat de la seva operació fa possible treballar en tall manual amb plantilles de xapa amb un acabat de la peça pràcticament definitiu.
- Especialment es pot destacar la versatilitat per tallar metalls de gruixos prims, la qual cosa amb oxitall no seria possible.
- Altres desavantatges de l'oxitall són la baixa qualitat de tall i l'efecte negatiu sobre l'estructura molecular, en veure afectada per les altes temperatures i metalls ferrosos al  crom-níquel  (acers inoxidables), a més de l'alumini i el coure.
- Addicionalment, el tall amb plasma és un procés que ofereix major productivitat ja que la velocitat de tall és més gran, depenent del gruix del material fins a 6 vegades més gran, del qual dona una raó de  cost-benefici  millor que l'oxitall.
- A més a més, amb el tall per plasma aconseguim una major precisió i neteja en la zona de tall que amb l'oxitall convencional.